# In the Middle of Nowhere
In the Middle of Nowhere ("En el medio de la nada") es el cuarto álbum en la carrera de Modern Talking, lanzado el 10 de noviembre de 1986 en Alemania y en todo el mundo. En él se incluye los sencillos "Geronimo's Cadillac", número 3 en Alemania y Austria, y Give Me Peace On Earth. Fue producido por Dieter Bohlen y publicado pot Ariola.

## Créditos
- Música: Dieter Bohlen
- Letra: Dieter Bohlen
- Arreglos: Dieter Bohlen
- Producción: Dieter Bohlen
- Coproducción: Luis Rodriguez
- Publicación: Hansa M.V./Hanseatic
- Distribución: BMG Records
- Dirección de Arte: Manfred Vormstein
- Foto de Portada: Manfred Vormstein
- Diseño: Ariola-Studios/Vormstein/Kortemeier
- Fotografía de Artistas: Dieter Zill

## Lista de canciones
| #   | Título                                              | Tiempo |
| --- | --------------------------------------------------- | ------ |
| 1.  | "Geronimo's Cadillac" (Dieter Bohlen)               | 3:16   |
| 2.  | "Riding On A White Swan" (Dieter Bohlen)            | 3:52   |
| 3.  | "Give Me Peace On Earth" (Dieter Bohlen)            | 4:11   |
| 4.  | "Sweet Little Sheila" (Dieter Bohlen)               | 3:03   |
| 5.  | "Ten Thousand Lonely Drums" (Dieter Bohlen)         | 3:29   |
| 6.  | "Lonely Tears In Chinatown" (Dieter Bohlen)         | 3:29   |
| 7.  | "In Shaire" (Dieter Bohlen)                         | 3:42   |
| 8.  | "Stranded In The Middle Of Nowhere" (Dieter Bohlen) | 4:33   |
| 9.  | "The Angels Sing In New York City" (Dieter Bohlen)  | 3:35   |
| 10. | "Princess Of The Night" (Dieter Bohlen)             | 3:53   |

## Posicionamiento
| Listas (1986) | Máxima posición |
| ------------- | --------------- |
| Alemania      | 1               |
| Austria       | 2               |
| Chile         | 1               |
| Grecia        | 4               |
| Noruega       | 8               |
| Suecia        | 9               |
| Suiza         | 3               |
| Turquía       | 1               |